# Ralph Montagu, 1. Duke of Montagu

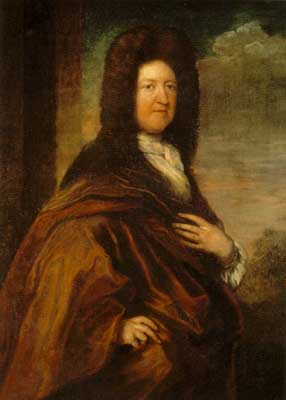
Porträt von Ralph Montagu, 1. Duke of Montagu

Ralph Montagu, 1. Duke of Montagu (* 24. Dezember 1638; † 9. März 1709) war ein englischer Höfling und Diplomat.

## Herkunft
Ralph Montagu war der zweite und jüngste Sohn des Edward Montagu, 2. Baron Montagu of Boughton (1616–1684) und dessen Frau Anne Winwood, Tochter von Sir Ralph Winwood.
Er besuchte die Westminster School. Er begann seine Karriere am Hof als Master of the Horse für die Duchess of York. 1664 wurde er als Nachfolger seines älteren Bruders Hon. Edward Montagu Master of the Horse für die Königin Katharina, Gattin Karls II. 1669 reiste er als englischer Sonderbotschafter zu Ludwig XIV. von Frankreich, mit dem er nach dem Devolutionskrieg die Neutralität Englands im sich anbahnenden Niederländisch-Französischen Krieg vereinbarte. Bei seiner Rückkehr nach England erwarb er als Nachfolger seines Verwandten Edward Montagu, 1. Earl of Sandwich das Hofamt des Master of the Great Wardrobe und wurde zudem ins Privy Council aufgenommen.
Er wurde seiner Hofämter 1678 enthoben, nachdem ihn der damalige Lord High Treasurer, Thomas Osborne, 1. Earl of Danby, sowie Barbara Villiers, 1. Duchess of Cleveland wegen einer Streitigkeit beim König denunziert hatten. Er ließ sich daraufhin 1678 als Abgeordneter für Northampton ins House of Commons wählen, um dort den Sturz des Earl of Danby herbeizuführen. Nachdem er Briefe vorlegte, die diesen Minister kompromittierten, sah er sich in Gefahr und versuchte nach Frankreich zu fliehen, der Versuch wurde aber vereitelt. Er setzte seine Intrige gegen die Regierung fort und schloss sich einer Bewegung an, die die Thronfolge von James Stuart, Duke of York verhindern und stattdessen den James Scott, 1. Duke of Monmouth als Thronerben durchsetzen wollte. 1679 wurde er zum Abgeordneten für Huntingdonshire gewählt, bevor er in der zweiten Unterhauswahl 1679 und 1691 erneut als Abgeordneter für Northampton wiedergewählt wurde. Durch seine Parlamentsangehörigkeit genoss er Politische Immunität.
Von 1675 bis 1679 ließ er seine Stadtresidenz, Montagu House, in Bloomsbury, London, errichten und nach einem Brand 1686 erneut aufbauen. Da sein älterer Bruder bereits 1665 kinderlos im Zweiten Englisch-Niederländischen Krieg gefallen war, erbte Ralph beim Tod seines Vaters 1684 dessen Adelstitel als 3. Baron Montagu of Boughton, sowie dessen Besitzungen einschließlich des Familiensitzes Boughton House in Northamptonshire. Aufgrund des Adelstitels wurde er auch Mitglied des House of Lords.
Obwohl er früher gegen König Jakob II. gearbeitet hatte, war er nach Thronbesteigung in dessen Gunst. Trotzdem hieß er William von Oranien und die Glorious Revolution willkommen. Dieser ernannte ihn wieder zum Master of the Great Wardrobe und zum Mitglied des Privy Council und erhob ihn am 9. April 1689 zum Earl of Montagu und Viscount Monthermer, of Monthermer in the County of Essex. Von 1697 bis 1702 hatte er auch das Amt des Lord Lieutenant von Northamptonshire inne und am 14. April 1705 erhob ihn Königin Anne zum Duke of Montagu und Marquess of Monthermer.

## Ehen und Nachkommen
1673 heiratete er Lady Elizabeth Wriothesley (1646–1690), Witwe des Joceline Percy, 11. Earl of Northumberland und Tochter des Thomas Wriothesley, 4. Earl of Southampton, die ein großes Vermögen in die Ehe brachte. Mit ihr hatte er vier Kinder:
- Hon. Ralph Montagu (1679–1689);
- Lady Anne Montagu (1683–1761), ⚭ (1) Alexander Popham (um 1660–1705), MP, Gutsherr von Littlecote in Wiltshire, ⚭ (2) Daniel Harvey (1664–1732), MP, Lieutenant-Colonel der British Army;
- Sohn († vor 1689);
- John Montagu, 2. Duke of Montagu (1690–1749).

Nachdem seine erste Gattin 1690 gestorben war, heiratete er 1692 die noch wohlhabendere Lady Elizabeth Cavendish (1654–1734), Tochter von Henry Cavendish, 2. Duke of Newcastle, und Witwe von Christopher Monck, 2. Duke of Albemarle. Diese zweite Ehe blieb kinderlos. Durch die Ehe erwarb er insbesondere die Herrschaft Bowland in Lancashire, womit er einer der mächtigsten Grundherren in Nordengland wurde.
Als er 1709 starb, erbte sein jüngster und einziger überlebender Sohn John alle seine Titel und Ländereien.

## Ehrungen
Das 1901 in Dienst gestellte Einheitslinienschiff Montagu wurde nach ihm benannt.